# Herong (köpinghuvudort i Kina, Hubei Sheng, lat 30,71, long 111,97)
Herong är en köpinghuvudort i Kina. Den ligger i provinsen Hubei, i den centrala delen av landet, omkring 220 kilometer väster om provinshuvudstaden Wuhan. Antalet invånare är 51 339. Befolkningen består av 25 241 kvinnor och 26 098 män. Barn under 15 år utgör 9,0 %, vuxna 15-64 år 79 %, och äldre över 65 år 10,0 %.
Runt Herong är det tätbefolkat, med 913 invånare per kvadratkilometer. Herong är det största samhället i trakten. Trakten runt Herong består till största delen av jordbruksmark.
Genomsnittlig årsnederbörd är 1 107 millimeter. Den regnigaste månaden är maj, med i genomsnitt 159 mm nederbörd, och den torraste är december, med 14 mm nederbörd.